# TVB Pearl
TVB Pearl este una din cele două televiziuni din Hong Kong care emit în limba engleză și sunt transmise gratuit publicului.